# 陽気な墓

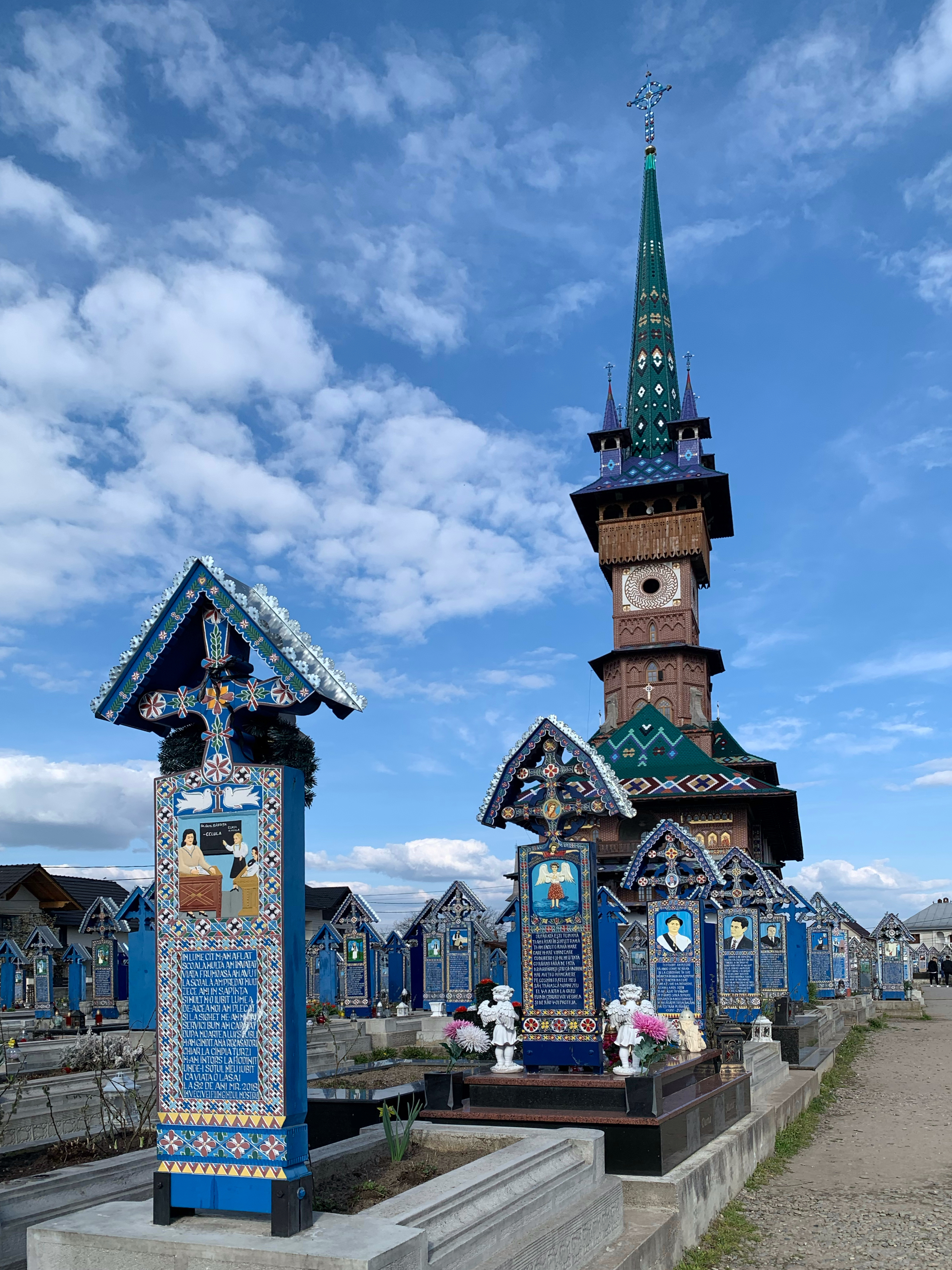
陽気な墓の墓標

陽気な墓（ルーマニア語: Cimitirul Vesel 発音 [t͡ʃimiˈtirul ˈvesel] ）は、ルーマニアのマラムレシュ県サプンツァ村にある墓地。鮮やかな色の墓標に、埋葬されている人々の生涯の場面を独創的かつ詩的な方法で描いた素朴な絵画で有名である。陽気な墓は野外博物館となりルーマニアの観光名所になった。
この墓地は、死を消えることのない厳粛なものと見なすヨーロッパの一般的な信仰とは全く異なる特徴を持つ。現地のダキア文化では、魂の不滅性を哲学的信条とし、死はより良い生活への喜びと期待に満ちた瞬間であるとされており、陽気な墓はその信仰を象徴している（ザルモクシス信仰en:Zalmoxianismを参照）。
陽気な墓の碑文は、2017年にRoxana Mihalcea が編纂した書籍Crucile de la Săpânța、およびPeter Kayafasによる写真集The Merry Cemetery of Sapantaに収集されている。

## 創設者
墓地の創設者は、最初の十字架を彫刻した地元の芸術家、スタン・ヨン・パトラシュである。 1935年にパトラシュは最初の碑文を彫り、1960年代の時点では樫の木の十字架は800を超えた。彼の十字架の碑文には次のように書かれている。
| ルーマニア語               | 日本語                                         |
| -------------------------- | ---------------------------------------------- |
| De cu tînăr copilaș        | 小さい頃から                                   |
| Io am fost Stan Ion Pătraș | 私はスタン・ヨン・パトラシュとして知られていた |
| Să mă ascultaț oameni buni | 聞いてくれ                                     |
| Ce voi spune nu-s minciuni | 私が言おうとしていることに嘘はない             |
| Cîte zile am trăit         | 私は人生を通じて                               |
| Rău la nime n-am dorit     | 私は誰にも危害を加えず                         |
| Dar bine cît-am putut      | できる限り良くしてきた                         |
| Orișicine mia cerut        | 求められた人々に                               |
| Vai săraca lumea mea       | ああ、世界よ                                   |
| Că greu am trăit în ea     | とても生きづらかった                           |

## 面白い碑文
| ルーマニア語                | 日本語                                                         |
| --------------------------- | -------------------------------------------------------------- |
| Sub această cruce grea      | この重い十字架の下に                                           |
| Zace biata soacră-mea       | 私の最愛の姑眠る                                               |
| Trei zile de mai trăia      | もしあと3日生きていたら                                        |
| Zăceam eu și cetea ea.      | 私がここに横たわり、姑が（この十字架を）読むことになっただろう |
| Voi care treceți pă aici    | ここを通りかかっているあなた                                   |
| Incercați să n-o treziți    | 決して姑を起こさないで                                         |
| Că acasă dacă vine          | 姑が家に戻ったら                                               |
| Iarăi cu gura pă mine       | きっと私は叱られる                                             |
| Da așa eu m-oi purta        | はい、私も気をつけます                                         |
| Că-napoi n-a înturna        | 姑が墓から戻らないように                                       |
| Stai aicea dragă soacră-mea | ここにいて、私の最愛の姑！                                     |

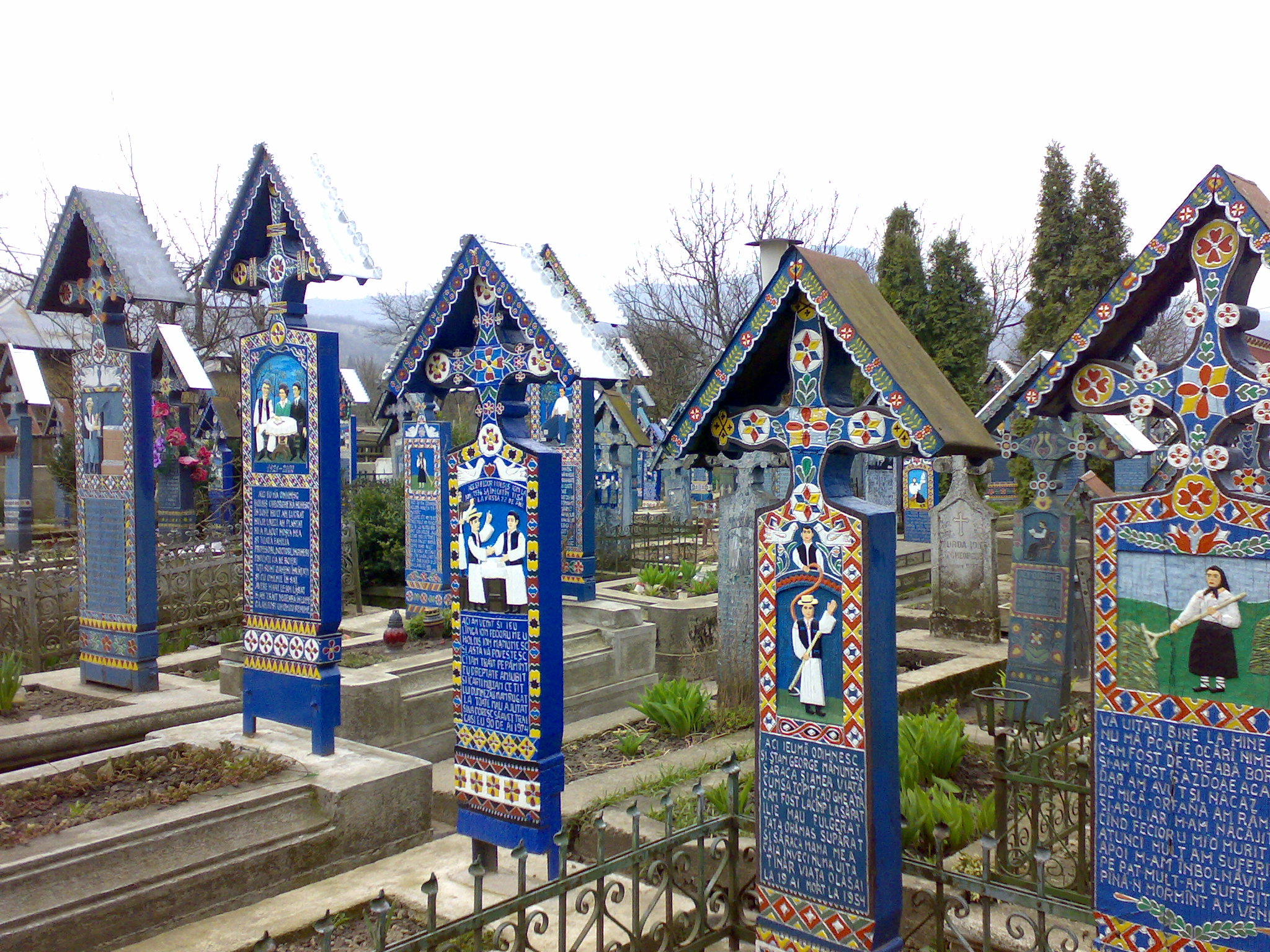
陽気な墓の鮮やかな青色の十字架
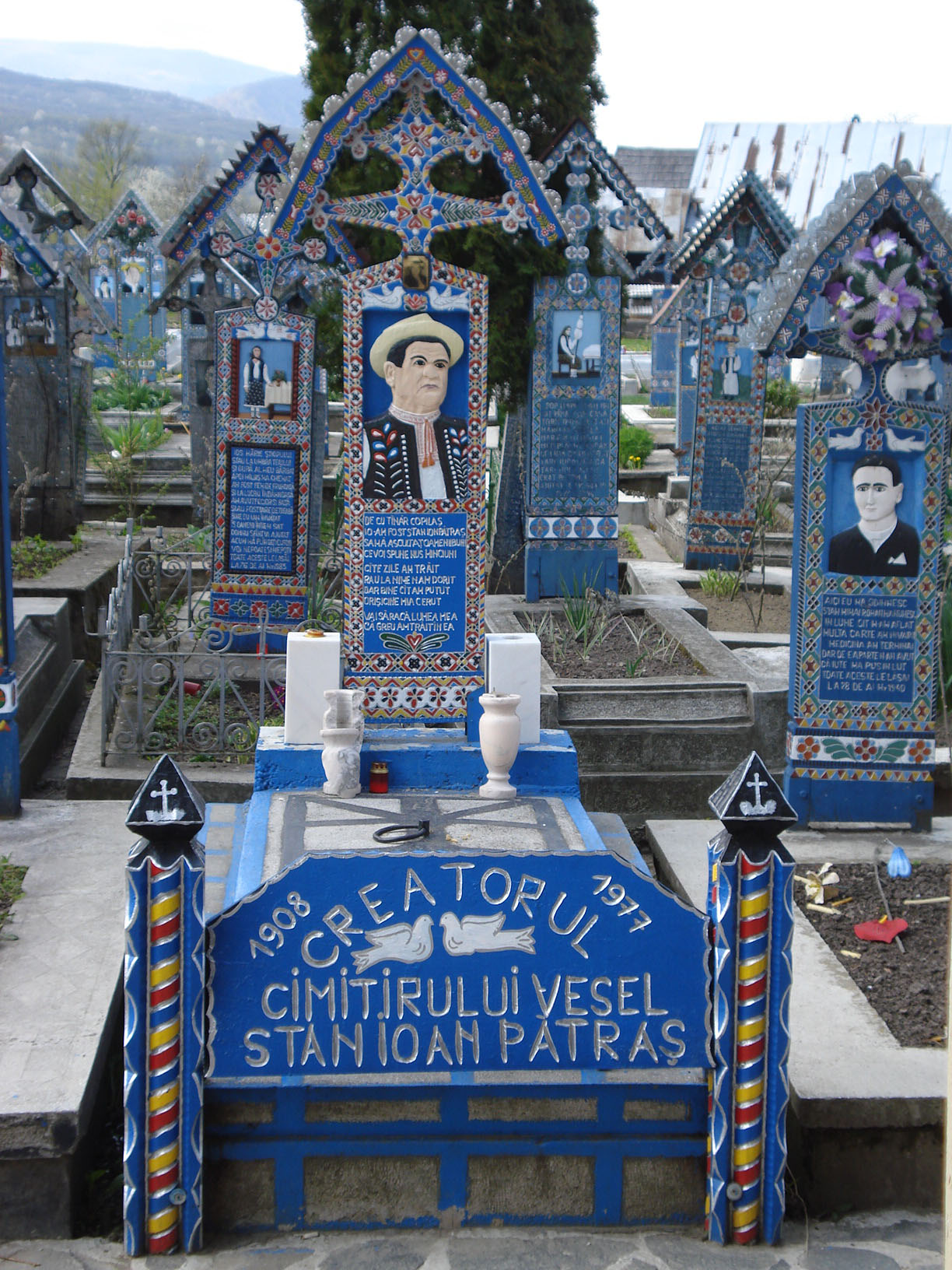
陽気な墓の作成者、スタン・ヨン・パトラシュ（1908-1977）の墓碑
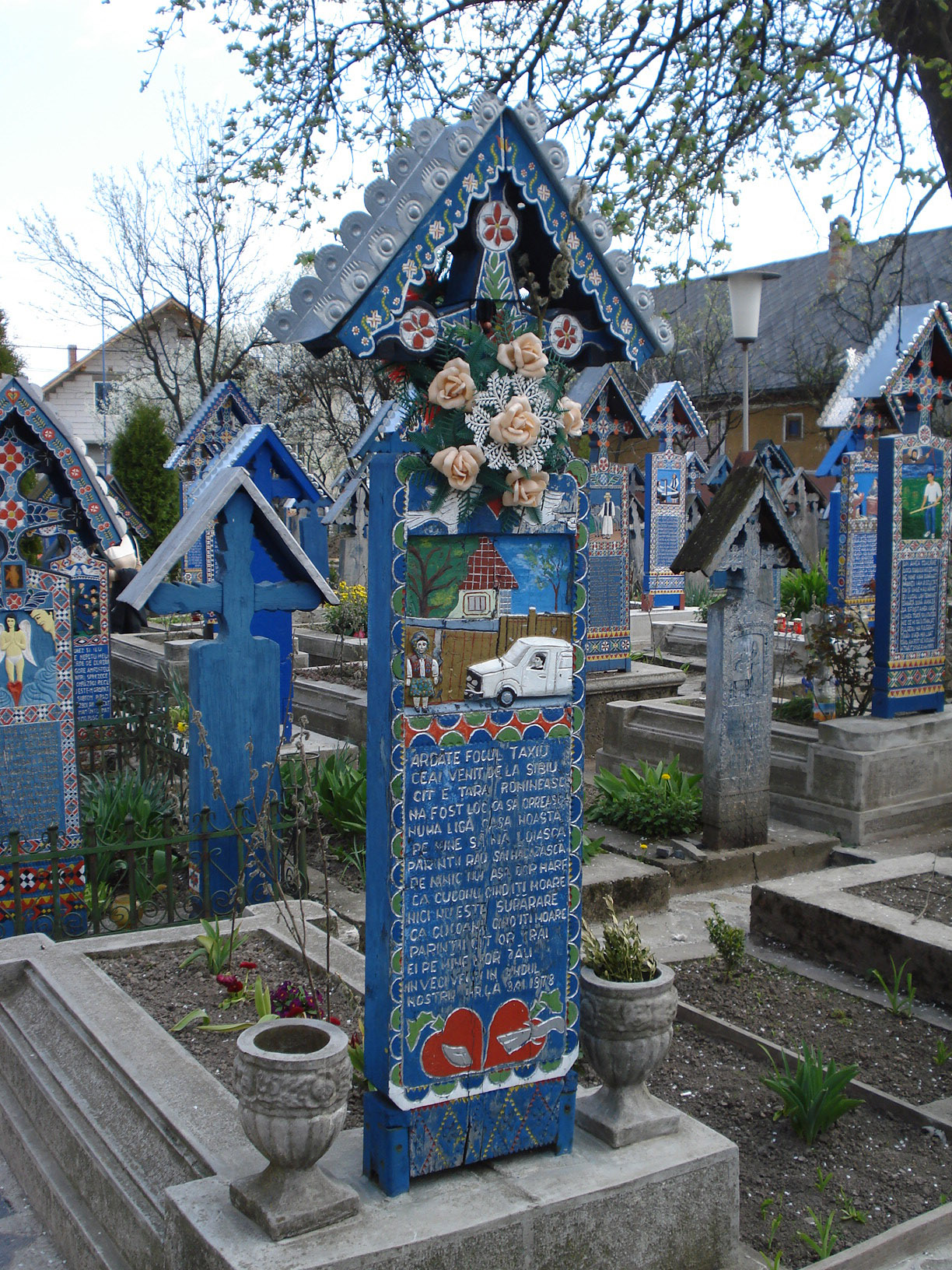
十字架に刻まれた村人の生活の簡単な説明
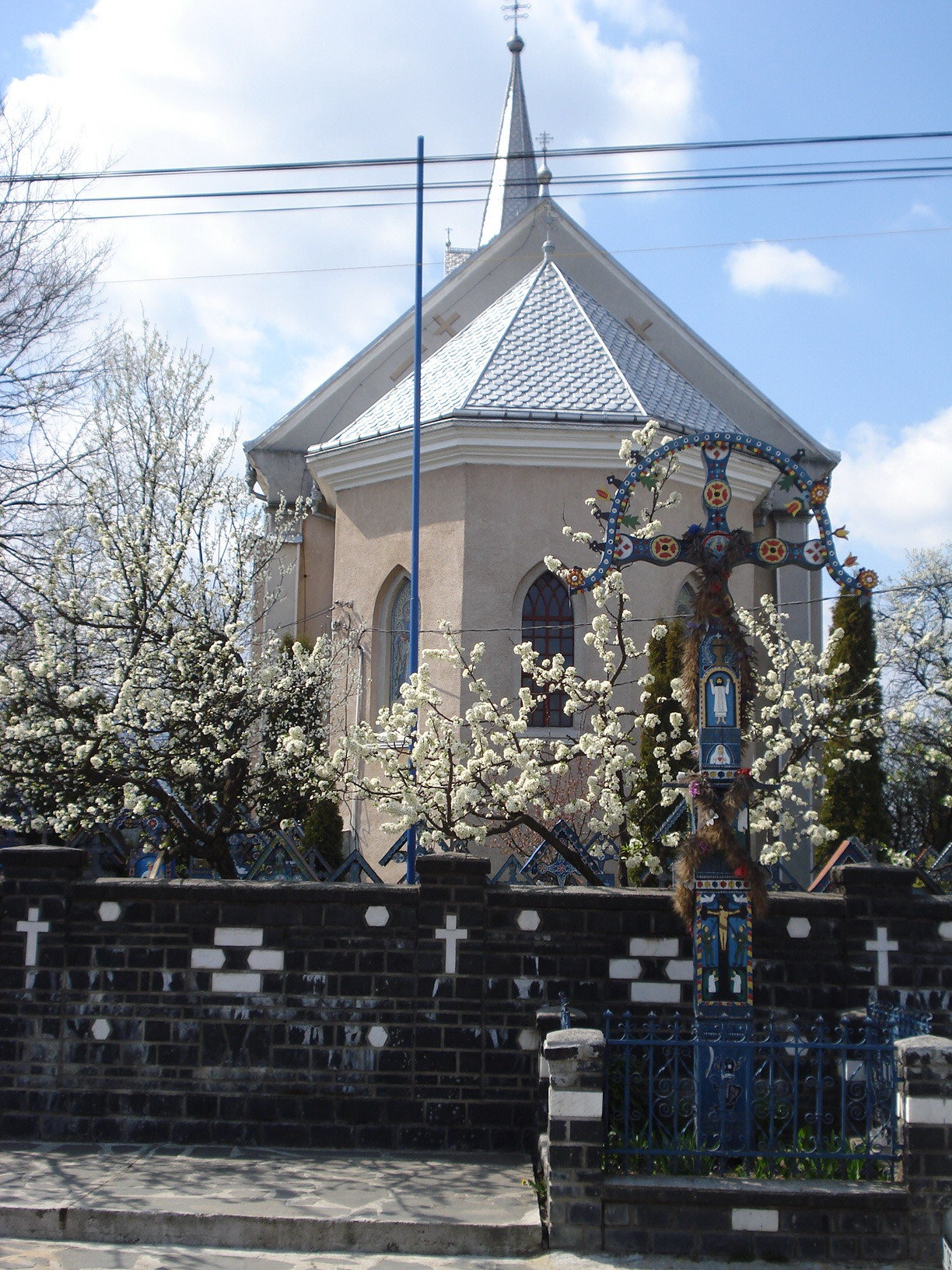
陽気な墓の近くにある正教会
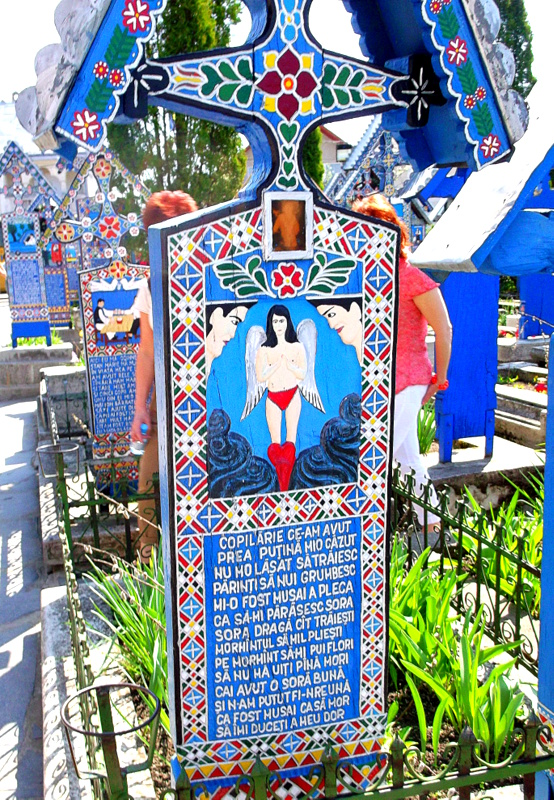
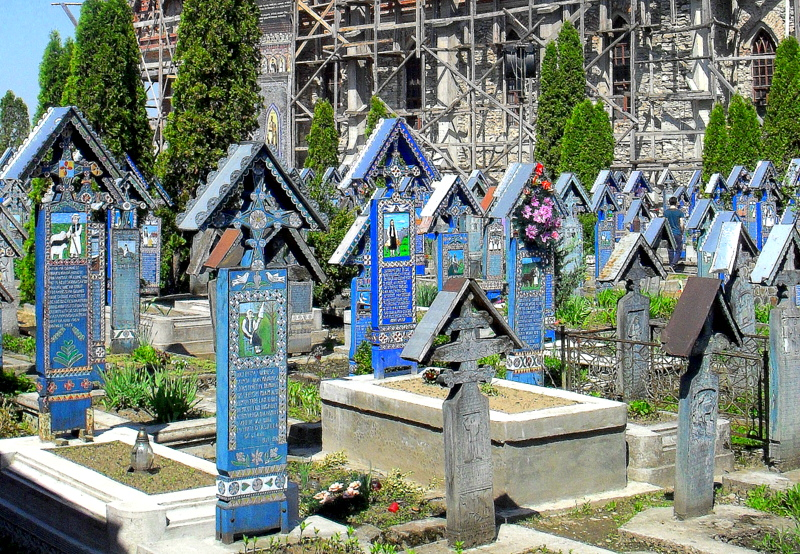
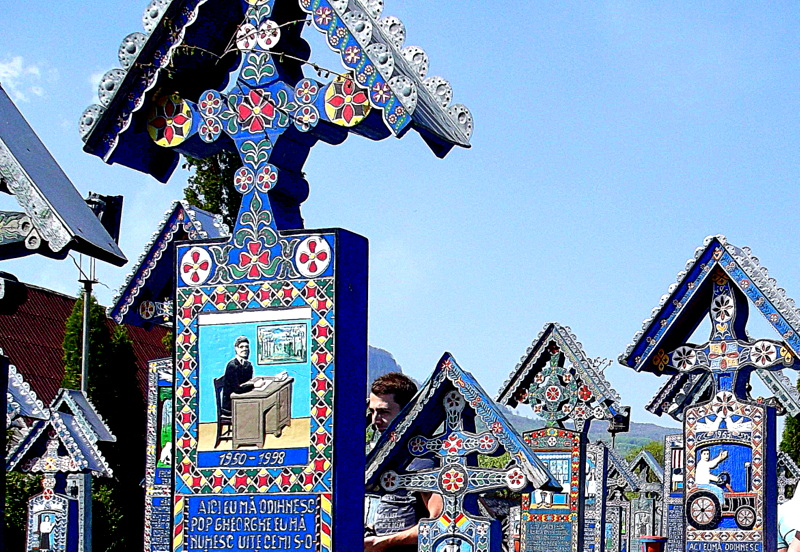
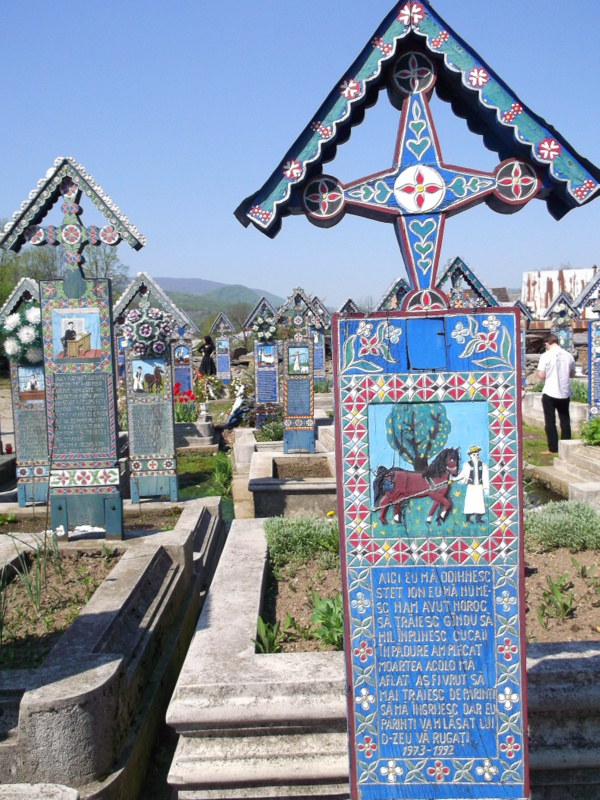
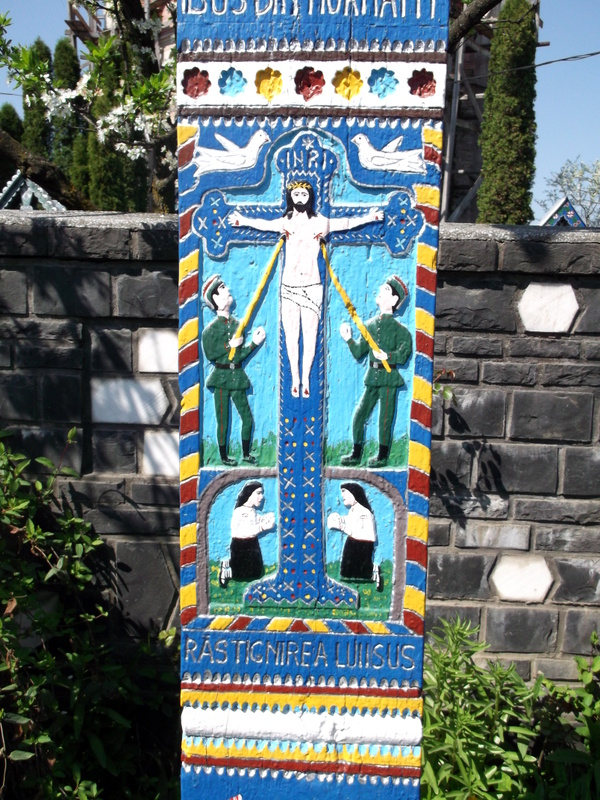

- 陽気な墓の十字架